# Slatinská brázda
Slatinská brázda je geomorfologickou částí Zliechovské hornatiny.  Leží v její jižní části, na horním toku Bebravy a v blízkém okolí obce Slatina nad Bebravou v Bánovském okrese. 

## Polohopis
Nachází se na severu západního Slovenska, v jihozápadní části Zliechovské hornatiny, podcelku Strážovských vrchů. Má podlouhlý tvar ve směru západ-severovýchod a obepíná severně ležící část Basky. Na východě sousedí centrální část Zliechovské hornatiny a malou částí i Suchý (podcelek Nitrických vrchů). Na jihu navazuje Kňaží stôl a jihozápadním okrajem v blízkosti řeky Bebravy navazuje Bánovská pahorkatina, patřící do Podunajské pahorkatiny. Západním směrem sousedí Teplická vrchovina, rozsáhlá část podcelku Trenčínská vrchovina. 
Osou brázdy je vodní tok Bebravy, která nedaleko od severovýchodního okraje pramení. Na tomto území přibírá množství přítoků, z nichž největší je Trebichavský potok. Vodní toky kopírují i silnice spojující jednotlivá sídla. V Slatinské brázdě se proti toku řeky nacházejí obce Slatinka nad Bebravou, Slatina nad Bebravou, Šípkov a Čierna Lehota, v údolí Trebichavského potoka i obec Trebichava. 

## Ochrana přírody
Tato část pohoří není součástí Chráněné krajinné oblasti Strážovské vrchy. Jediným zvláště chráněným územím je severním okrajem sousedící přírodní památka Stará Bebrava. 

## Turismus
Kotlina na horním toku Bebravy je východiskem pro horské túry do okolních částí Strážovských vrchů. Z obcí vedou značené stezky:
- po  žluté značce:
  - ze Slatinky nad Bebravou přes rozcestí Uhliská na Baske
  - z Čierne Lehoty do sedla Trtavka
- po  zelené značce:
  - z Čierne Lehoty na rozcestí Rychtárske zienky
  - z Trebichavy do Trebichavského sedla, resp. do strediska Kajtárové[2]